# Polyamia triplehorni
Polyamia triplehorni är en insektsart som beskrevs av Delong och Thambimuttu 1973. Polyamia triplehorni ingår i släktet Polyamia och familjen dvärgstritar. Inga underarter finns listade i Catalogue of Life.